# Cardiochiles turcmenicus
Cardiochiles turcmenicus är en stekelart som beskrevs av Vladimir Ivanovich Tobias och Alexeev 1977. Cardiochiles turcmenicus ingår i släktet Cardiochiles och familjen bracksteklar. Inga underarter finns listade.